# Hainbuchen-Kleinbärchen
Das Hainbuchen-Kleinbärchen (Nola confusalis), auch Eichen-Grauspinnerchen oder Hainbuchen-Graueulchen genannt, ist ein Schmetterling (Nachtfalter) aus der Familie der Eulenfalter (Noctuidae).

## Merkmale

### Falter
Mit einer Flügelspannweite von 16 bis 22 Millimetern zählen die Falter zu den kleineren Eulenfalterarten. Die Vorderflügel sind weißlich oder weißgrau gefärbt und teilweise mit braunen Punkten versehen. Bei vielen Exemplaren schimmert das Mittelfeld besonders hell und wird von dunklen Querlinien eingefasst. Ring- und Nierenmakel sind klein und kaum erkennbar. Hingegen sind einige schwarzbraune Flecke am Vorderrand deutlich ausgebildet. Auf den mit langen hellgrauen Fransen versehenen, weißgrauen Hinterflügeln heben sich ein Mittelfleck sowie die Adern dunkel ab.

### Raupe
Die Raupen sind grünlich oder bräunlich gefärbt. Sie besitzen eine breite, gelbe Rückenlinie, die auf dem sechsten Segment durch einen braunen Querstrich unterbrochen wird sowie kleine, gelbliche Warzen mit dunklen Haaren.

### Ähnliche Arten
Eine Ähnlichkeit besteht zum Baumflechten-Kleinbärchen (Nola cicatricalis), das jedoch schmalere Vorderflügel und eine insgesamt dunklere Tönung besitzt. Bei Nola ronkayorum sind die dunklen Flecke am Vorderrand stärker ausgeprägt. Diese erst im Jahre 2006 beschriebene Art kommt jedoch nur im bulgarischen Rhodopengebirge sowie einigen Gebieten der Türkei vor und es gibt keine geographischen Überlappungen mit Nola confusalis.
Da die Unterschiede in der Flügelzeichnung bei den vorgenannten Arten gering sind, sollte eine zuverlässige Bestimmung durch eine genitalmorphologische Analyse erfolgen.

## Geographische Verbreitung und Vorkommen
Das Hainbuchen-Kleinbärchen kommt in weiten Teilen Mitteleuropas vor. Als nördliche Grenze werden Großbritannien und Südskandinavien angegeben. Außerdem ist sie durch Asien bis Japan verbreitet. Die Art bewohnt vorzugsweise Laubwälder.

## Lebensweise
Die nachtaktiven Falter fliegen hauptsächlich von April bis Juni in einer Generation im Jahr. Sie besuchen gerne künstliche Lichtquellen. Ihre typische Ruhestellung ist mit abwärts gerichtetem Kopf. Die Raupen sind von Juni bis September zu finden. Sie ernähren sich von den Blättern  verschiedener Pflanzen, beispielsweise von:
- Eichen (Quercus).
- Hainbuche (Carpinus betulus),
- Rotbuche (Fagus silvaticus) oder
- Linden (Tilia),

Die Art überwintert in einem mit Blattteilen vermengtem Gespinst als Puppe.

## Gefährdung
Das Hainbuchen-Kleinbärchen kommt in Deutschland gebietsweise zahlreich vor und wird auf der Roten Liste gefährdeter Arten als nicht gefährdet geführt.